# Eleonora di Anhalt-Zerbst
Eleonora di Anhalt-Zerbst (Zerbst, 10 novembre 1608 – Sønderborg, 2 novembre 1681) fu una nobile dell'Anhalt-Zerbst e duchessa di Schleswig-Holstein-Sonderburg-Norburg.

## Biografia
Era figlia di Rodolfo, principe di Anhalt-Zerbst dal 1603 al 1621, e della prima moglie Dorotea Edvige di Brunswick-Wolfenbüttel.
Venne data in sposa al duca Federico di Schleswig-Holstein-Sonderburg-Norburg vedovo di Giuliana di Sassonia-Lauenburg; il matrimonio venne celebrato a Norburg il 15 febbraio 1632 e sanciva l'unione tra la dinastia degli Ascanidi e gli Holstein.

## Discendenza
Eleonora diede al marito sei figli:
- Elisabetta Giuliana di Schleswig-Holstein-Sonderburg-Norburg (24 maggio 1634 - 4 febbraio 1704); sposò il 17 agosto 1656 Antonio Ulrico, duca di Braunschweig-Wolfenbüttel (1633-1714).
- Dorotea Edvige (18 aprile 1636 - 23 settembre 1692); badessa di Gandersheim (1665–78), si convertì al cattolicesimo e sposò il 7 giugno 1678 Cristoforo di Rantzau-Hohenfeld.
- Cristiano Augusto (30 aprile 1639 - 5 gennaio 1687); ammiraglio inglese
- Luisa (15 gennaio 1642 - 11 giugno 1685), sposò il 28 agosto 1665 Giovanni Federico I di Hohenlohe-Neuenstein-Oehringen (1617-1702).
- Rodolfo Federico (27 settembre 1645 - 14 novembre 1688); sposò il 10 giugno 1680 Bibiana di Promnitz (8 agosto 1649 - 19 agosto 1685); la loro figlia Elisabetta Sofia Maria sposò Augusto Guglielmo, duca di Brunswick-Lüneburg.

## Ascendenza
|                                          |                              |                                   | Genitori                        |  |  | Nonni |  |  | Bisnonni                    |  |  | Trisnonni |  |
|                                          |                              |                                   |                                 |  |  |       |  |  | Giovanni V di Anhalt-Zerbst |  |  | …         |  |
|                                          |                              |                                   |                                 |  |  |       |  |  | Giovanni V di Anhalt-Zerbst |  |  | …         |  |
|                                          |                              | …                                 |                                 |  |  |       |  |  | Giovanni V di Anhalt-Zerbst |  |  |           |  |
| Gioacchino Ernesto di Anhalt             |                              |                                   |                                 |  |  |       |  |  | Giovanni V di Anhalt-Zerbst |  |  |           |  |
|                                          |                              | Margherita di Brandeburgo         | Gioacchino I di Brandeburgo     |  |  |       |  |  |                             |  |  |           |  |
|                                          |                              | Margherita di Brandeburgo         | Gioacchino I di Brandeburgo     |  |  |       |  |  |                             |  |  |           |  |
|                                          |                              | Margherita di Brandeburgo         | Elisabetta di Danimarca         |  |  |       |  |  |                             |  |  |           |  |
| Rodolfo di Anhalt-Zerbst                 |                              | Margherita di Brandeburgo         |                                 |  |  |       |  |  |                             |  |  |           |  |
|                                          |                              | Cristoforo di Württemberg         | Ulrico di Württemberg           |  |  |       |  |  |                             |  |  |           |  |
|                                          |                              | Cristoforo di Württemberg         | Ulrico di Württemberg           |  |  |       |  |  |                             |  |  |           |  |
|                                          |                              | Cristoforo di Württemberg         | Sabina di Baviera               |  |  |       |  |  |                             |  |  |           |  |
| Eleonora di Württemberg                  |                              | Cristoforo di Württemberg         |                                 |  |  |       |  |  |                             |  |  |           |  |
|                                          |                              | Anna Maria di Brandeburgo-Ansbach | Giorgio di Brandeburgo-Ansbach  |  |  |       |  |  |                             |  |  |           |  |
|                                          |                              | Anna Maria di Brandeburgo-Ansbach | Giorgio di Brandeburgo-Ansbach  |  |  |       |  |  |                             |  |  |           |  |
|                                          |                              | Anna Maria di Brandeburgo-Ansbach | Edvige di Münsterberg-Oels      |  |  |       |  |  |                             |  |  |           |  |
| Eleonora di Anhalt-Zerbst                |                              | Anna Maria di Brandeburgo-Ansbach |                                 |  |  |       |  |  |                             |  |  |           |  |
|                                          | Giulio di Brunswick-Lüneburg | Enrico V di Brunswick-Lüneburg    |                                 |  |  |       |  |  |                             |  |  |           |  |
|                                          | Giulio di Brunswick-Lüneburg | Enrico V di Brunswick-Lüneburg    |                                 |  |  |       |  |  |                             |  |  |           |  |
|                                          | Giulio di Brunswick-Lüneburg | Maria di Württemberg              |                                 |  |  |       |  |  |                             |  |  |           |  |
| Enrico Giulio di Brunswick-Lüneburg      | Giulio di Brunswick-Lüneburg |                                   |                                 |  |  |       |  |  |                             |  |  |           |  |
|                                          |                              | Edvige di Brandeburgo             | Gioacchino II di Brandeburgo    |  |  |       |  |  |                             |  |  |           |  |
|                                          |                              | Edvige di Brandeburgo             | Gioacchino II di Brandeburgo    |  |  |       |  |  |                             |  |  |           |  |
|                                          |                              | Edvige di Brandeburgo             | Edvige Jagellona                |  |  |       |  |  |                             |  |  |           |  |
| Dorotea Edvige di Brunswick-Wolfenbüttel |                              | Edvige di Brandeburgo             |                                 |  |  |       |  |  |                             |  |  |           |  |
|                                          |                              | Cristiano I di Sassonia           | Augusto I di Sassonia           |  |  |       |  |  |                             |  |  |           |  |
|                                          |                              | Cristiano I di Sassonia           | Augusto I di Sassonia           |  |  |       |  |  |                             |  |  |           |  |
|                                          |                              | Cristiano I di Sassonia           | Anna di Danimarca               |  |  |       |  |  |                             |  |  |           |  |
| Dorotea di Sassonia                      |                              | Cristiano I di Sassonia           |                                 |  |  |       |  |  |                             |  |  |           |  |
|                                          |                              | Sofia di Brandeburgo              | Giovanni Giorgio di Brandeburgo |  |  |       |  |  |                             |  |  |           |  |
|                                          |                              | Sofia di Brandeburgo              | Giovanni Giorgio di Brandeburgo |  |  |       |  |  |                             |  |  |           |  |
|                                          |                              | Sofia di Brandeburgo              | Sabina di Brandeburgo-Ansbach   |  |  |       |  |  |                             |  |  |           |  |
|                                          |                              | Sofia di Brandeburgo              |                                 |  |  |       |  |  |                             |  |  |           |  |